# Stéphane Ceretti

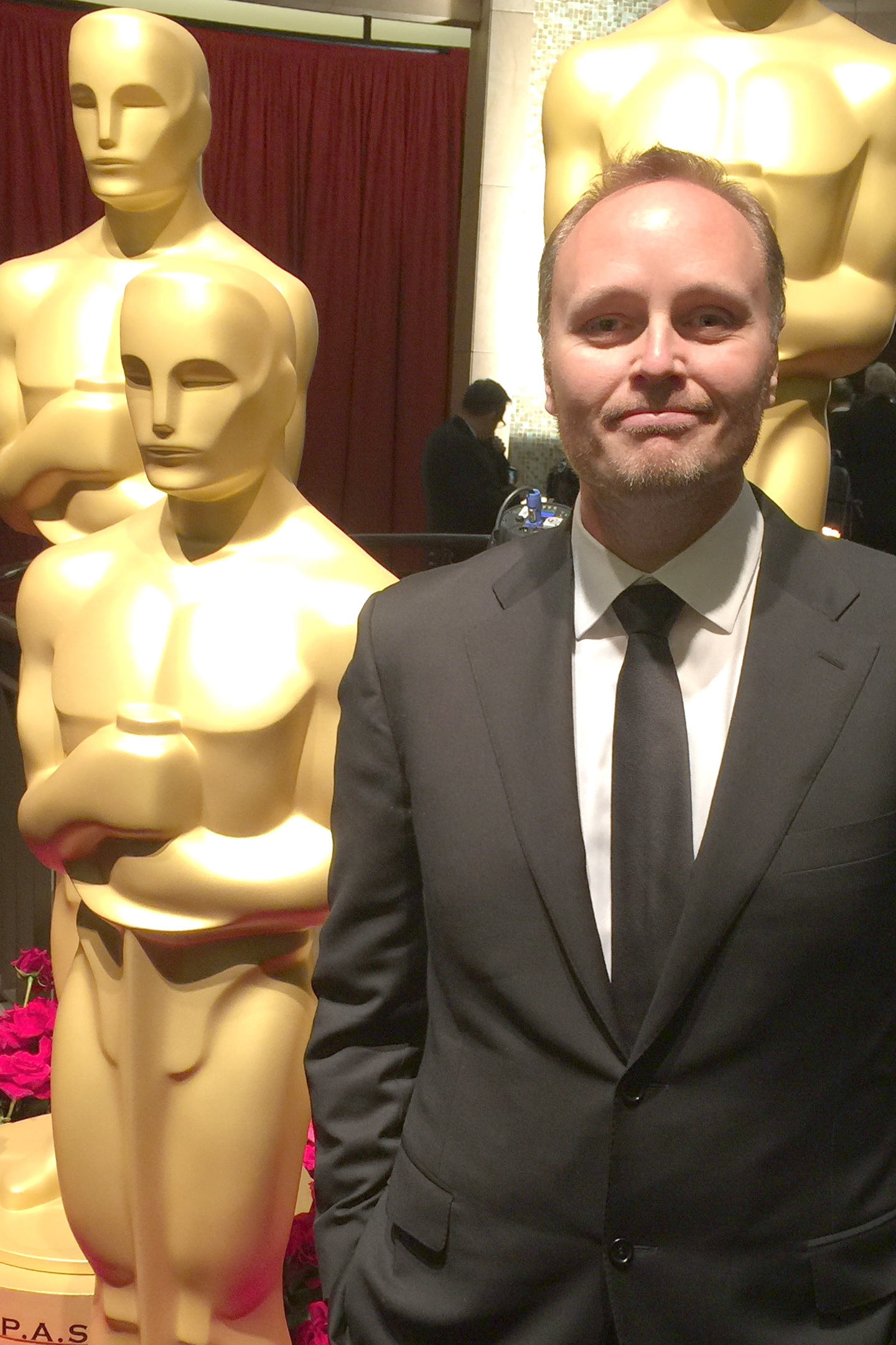
Stéphane Ceretti (2015)

Stéphane Ceretti (* 24. September 1973) ist ein französischer Visuelleffektdesigner.
Er begann seine Karriere zunächst als Animateur, später war er VFX-Aufseher bei BUF Compagnie in Paris. Dann ging er nach London, wo er bei der Moving Picture Company und Method Studios arbeitete.
2014 arbeitete er an Guardians of the Galaxy als Marvel-Visuelleffektdesigner. Mit Nicolas Aithadi, Jonathan Fawkner und Paul Corbould war er 2015 für einen Oscar nominiert. Er erhielt auch eine Nominierung bei den British Academy Film Awards 2015 nominiert. Für Doctor Strange folgte 2017 eine zweite Oscar-Nominierung. 2024 gab es die dritte Oscar-Nominierung für den Film Guardians of the Galaxy Vol. 3.